# Absaraka
La zone non incorporée d’Absaraka est située dans le comté de Cass, dans l’État du Dakota du Nord, aux États-Unis. Absaraka se trouve au nord-ouest de Fargo, siège du comté et plus grand ville de l’État.

## Source
- (en) Cet article est partiellement ou en totalité issu de l’article de Wikipédia en anglais intitulé « Absaraka, North Dakota » (voir la liste des auteurs).

1. ↑  (en) Absaraka, Geographic Names Information System